# あの日のオルガン
『あの日のオルガン 疎開保育園物語』（あのひのオルガン そかいほいくえんものがたり）は、久保つぎこによるノンフィクション。『君たちは忘れない 疎開保育園物語』（きみたちはわすれない そかいほいくえんものがたり）と題して1982年11月に草土文化より刊行された。太平洋戦争末期に空襲を避けて東京・品川の戸越保育所と東京・墨田の愛育隣保館の２つの保育所の保母１１人、園児５３人が埼玉県南埼玉郡平野村（現蓮田市）の無人寺・妙楽寺へ集団疎開した「疎開保育園」の実録を、関係者への取材に基づいて克明に綴る。
『あの日のオルガン 疎開保育園物語』と改題して2018年7月20日に朝日新聞出版より再刊。『あの日のオルガン』と題して平松恵美子監督・脚本により映画化され、2019年2月22日に公開された。

## 書籍情報
- 君たちは忘れない 疎開保育園物語（1982年11月、草土文化、ISBN 978-4794505187）
- あの日のオルガン 疎開保育園物語（2018年7月20日、朝日新聞出版、ISBN 978-4-02-251554-4）

## 映画
『あの日のオルガン』（あのひのオルガン）のタイトルで、2019年2月22日に公開された。文部科学省特別選定作品。
太平洋戦争中、東京・品川の戸越保育所と東京・墨田の愛育隣保館の２つの保育所の保母たちが園児と共に集団で埼玉県に疎開し、東京大空襲の戦火を逃れた「疎開保育園」の実話の映画化。山田洋次監督作品で共同脚本や助監督を務めてきた平松恵美子監督。戸田恵梨香と大原櫻子のダブル主演。その他、保育士役には1000人を超えるオーディションから選ばれた女優陣が起用された。

### あらすじ（映画）
太平洋戦争末期の日本。東京・品川の戸越保育所と東京・墨田の愛育隣保館の２つの保育所では、保母たちが園児を避難させるために、疎開先を模索していた。子どもたちを手放したくない、安全なところに早く逃したいと親たちも意見が分かれる中、埼玉県に受け入れ先の寺が見つかる。
疎開をスタートさせたものの、毎日起こる問題の数々。励まし合って暮らすそんな彼女たちにも空襲の影が迫ってきていた。

### キャスト
- 板倉楓（戸越保育所保母）：戸田恵梨香
- 野々宮光枝（愛育隣保館保母）：大原櫻子
- 神田好子（戸越保育所保母）：佐久間由衣[6]
- 山岡正子（戸越保育所保母）：三浦透子[6]
- 堀之内初江（愛育隣保館保母）：堀田真由[6]
- 森静子（愛育隣保館保母）：福地桃子[6]
- 江川咲子（愛育隣保館保母）：白石糸[6]
- 大沢とみ（疎開保育園・賄い担当）：奥村佳恵[6]
- 近藤信次（作太郎の次男）：萩原利久[7]
- 大久保秀雄：山中崇
- 亀島タキ：飯島順子
- 坂本きく（まことの母親）：田畑智子
- 藤木玉代（健一郎の母親）：陽月華
- 近藤梅子（作太郎の妻）：松金よね子[7]
- 藤木勝男(健一郎の父親)：林家正蔵
- 柳井房代（愛育隣保館主任）：夏川結衣[7]
- 脇本滋（戸越保育所所長）：田中直樹[7]
- 近藤作太郎（疎開先の世話役）：橋爪功[7]

### スタッフ
- 原作：久保つぎこ『あの日のオルガン 疎開保育園物語』（朝日新聞出版）
- 監督・脚本：平松恵美子
- 音楽：村松崇継
- 主題歌：アン・サリー「満月の夕（2018ver.）」（ソングエクス・ジャズ）
- エグゼクティブプロデューサー：李鳳宇
- プロデューサー：三宅はるえ
- 企画：鳥居明夫、李鳳宇
- 撮影：近森眞史
- 照明：宮西孝明
- 美術：小林久之
- 録音：西山徹
- 編集：小堀由起子
- 装飾：大庭信正
- 衣装：真柴紀子
- ヘアメイク：細倉明日歌
- VFXスーパーバイザー：オダイッセイ
- 音響効果：勝亦さくら
- スクリプター：小林加苗
- 助監督：相良健一
- 制作担当：雲井成和
- 協賛：トラジ
- 後援：社会福祉法人恩賜財団母子愛育会、公益社団法人全国私立保育園連盟、社会福祉法人日本保育協会、全日本私立幼稚園連合会、東京都私立幼稚園連合会、公益社団法人日本仏教保育協会、全国保育団体連絡会、全国保育問題研究協議会、一般財団法人日本遺族会、日本更生保護女性連盟、全日本民主医療機関連合会、東京都品川区、東京都新宿区、埼玉県蓮田市
- 助成：文化庁文化芸術振興費補助金
- 配給：マンシーズエンターテインメント
- 制作プロダクション：ブースタープロジェクト
- 製作：「あの日のオルガン」製作委員会（マンシーズエンターテインメント、ジャパン・スローシネマ・ネットワーク、シネマとうほく、中央映画貿易、朝日新聞社）